# 泰爾加 (阿爾及利亞)
35°25′N 1°11′W / 35.417°N 1.183°W

泰爾加（阿拉伯语：‎），是阿爾及利亞的城鎮，位於該國西北部艾因泰穆尚特省，由馬拉赫區負責管轄，面積65平方公里，2010年人口8,372，人口密度每平方公里129人。